# Reglering
För andra betydelser, se Reglering (olika betydelser).
En reglering avser vanligen en statlig bestämmelse som inte låter den fria marknaden fungera fullt ut (statsreglering). Exempel på regleringar är statligt fastställda minimilöner, hyresregleringar och miljö-, hälso- och arbetarskyddsbestämmelser. Statliga regleringar bekämpas i allmänhet av högerorienterade liberaler (marknadsliberaler, klassiska liberaler, libertarianer) men anses av andra, exempelvis socialliberaler, socialdemokrater, socialister, vara viktiga verktyg för att staten ska kunna korrigera den fria marknadens nackdelar.
Det förekommer också att marknaden reglerar sig själv (självreglering) för att förhindra olämpligt eller oönskat beteende (t ex genom Nix-registret) och då vanligen för att förekomma statliga regleringar. 
En särskild variant av självreglering är partsreglering, det vill säga att arbetsmarknadens parter genom kollektivavtal fastställer minimilöner, övertidsersättning mm. Medan Frankrike och Tyskland har lagfästa minimilöner bestäms svenska minimilöner enbart genom förhandlingar och avtal mellan fackföreningar och arbetsgivarorganisationer.